# Cratera de Bloody Creek
A cratera de Bloody Creek, que também é conhecida como estrutura de Bloody Creek, tem 420 por 350 metros de diâmetro elíptico que está localizado no sudoeste da Nova Escócia, Canadá. Argumenta-se que é uma possível cratera de impacto extraterrestre ou uma estrutura de impacto. Situa-se entre Bridgetown e West Dalhousie, Condado de Annapolis, Nova Escócia, onde a estrutura de Bloody Creek abrange o que antes era um trecho de Bloody Creek. Também é informalmente conhecida como a cratera de Astrid.

## História
A estrutura de Bloody Creek foi descoberta em 1987 pelo Dr. George R. Stevens, um geólogo aposentado da Universidade Acadia, durante uma pesquisa aérea regional. Na época de sua descoberta, ele estava submerso em um lago, o Lago Dalhousie. O Lago Dalhousie foi criado por uma barragem construída em Bloody Creek pela Nova Scotia Power Corporation como parte do desenvolvimento hidrelétrico do Bloody Creek Reservoir. Como resultado, a coleta de amostras de rochas da borda da cratera e seu entorno exigiu o uso de equipamento de mergulho e visitas ao local durante os eventuais períodos de drenagem do reservatório. Quando a superfície do Lago Dalhousie foi congelada, o gelo espesso criou uma plataforma que facilitou muito as pesquisas de magnetómetro e radar de penetração no solo desse recurso. Antes de ser inundada, o interior da estrutura de Bloody Creek consistia em um pântano dentro da planície de inundação de Bloody Creek.

## Geologia de superfície
A estrutura Bloody Creek fica dentro do planalto sul do sudoeste da Nova Escócia. O planalto do sul consiste em uma topografia montanhosa pouco drenada, suavemente ondulada, caracterizada por drenagens desordenadas por glaciares e extensos lagos e zonas humidas. Um grande batólito de granito, que tem intrusão de ardósia e grauvaque, subjaz aos planaltos do sul. Dentro desta região, o leito rochoso encontra-se pouco exposto devido ao baixo relevo; um cobertor superficial generalizado de tilito glacial; e numerosas grandes depressões cheias de turfa de zonas humidas ou ocupadas por lagos. O manto de lavra glacial é relativamente fino, tipicamente inferior a 5 m de espessura, e consiste em sedimento arenoso solto que contém uma abundância de pedras angulares e pedregulhos derivados localmente. A rocha exposta foi esculpida e polida glacialmente. No local da estrutura de Bloody Creek e em outros lugares da região, podem ser vistos rochas moutonnées e recursos de depenagem do lado de sotavento.

## Geologia do alicerce
A estrutura de Bloody Creek encontra-se inteiramente dentro de afloramentos profundamente erodidos de rocha granítica do plutão Scrag Lake. Este plutão tem uma área exposta de aproximadamente 2.460 km2. Forma grande parte do extremo oeste do Batólito da Montanha do Sul. O plutão é composto principalmente de biotita monzogranito megacristico e quantidades menores de biotita granodiorito megacristico. Os contatos entre o monzogranito biotita primário e as ardósias e grauvaques das rochas hospedeiras são ubiquamente afiados e intrusivos. Numerosos corpos pequenos (< 1–2 km2) de leucomonzogranito de grão fino, que constituem menos de 0,1% do plutão total, estão espalhados por ele. Estima-se que os plutões de 6–10 km.
O Batólito da Montanha do Sul foi colocado no final do Devoniano, cerca de 370 Ma. Ele se intrometeu em rochas metassedimentares Cambro - Ordovicianas do Supergrupo Meguma e nas rochas metassedimentares a metavulcânicas Siluro -Devonianas sobrejacentes do Grupo Rockville Notch. O Batólito da Montanha do Sul e suas rochas hospedeiras são cobertos por rochas sedimentares terrestres clásticas grosseiras do Grupo Horton do Devoniano Superior ao início do Mississipiano, indicando uma idade mínima de exumação de cerca de 355 Ma. Essas restrições estratigráficas são fundamentadas por datação radiométrica que rendeu uma faixa etária de 372-361 Ma para a idade dos plutons que compõem o Batólito de South Mountain

## Morfologia

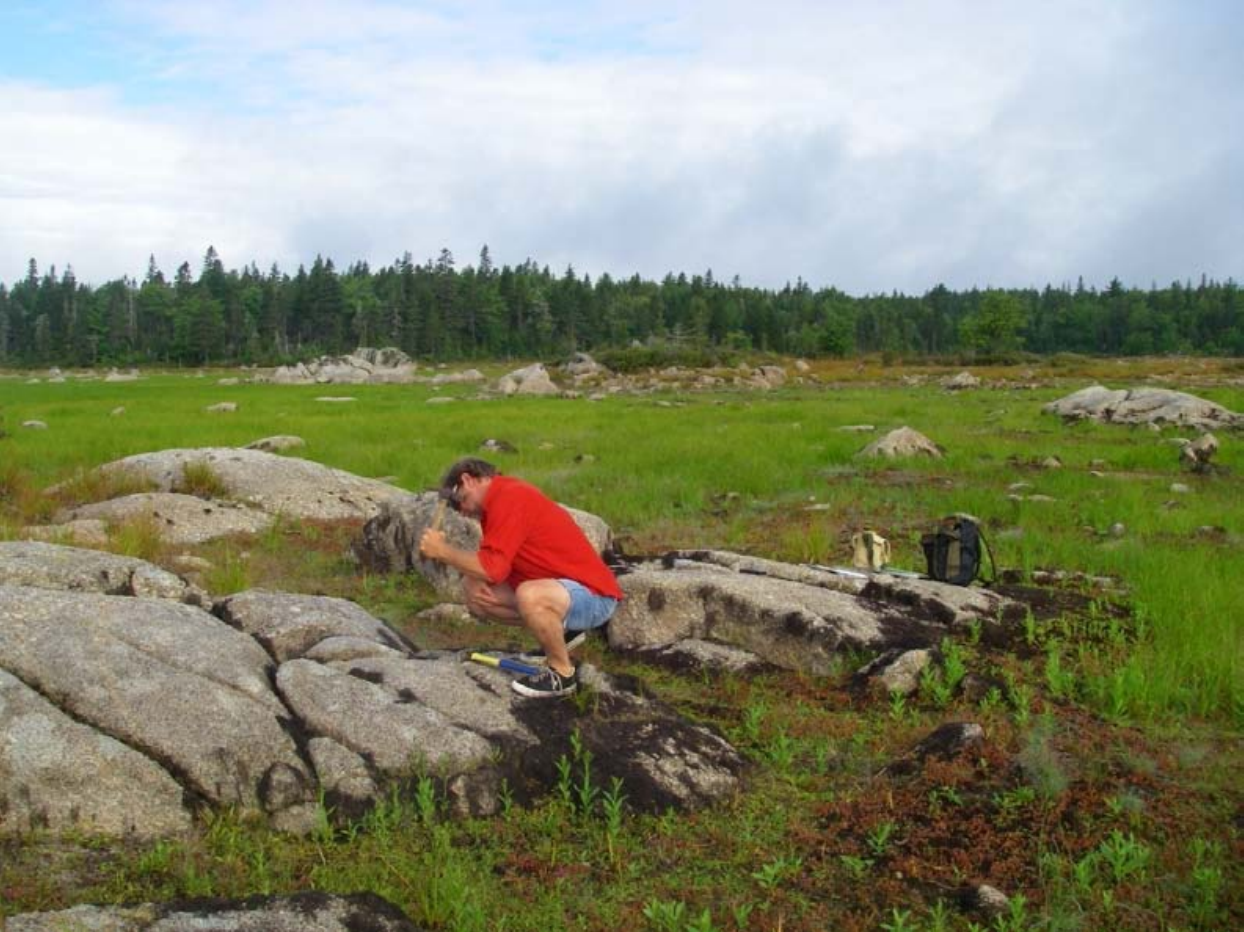
O técnico da Universidade de Acadia, Don Osburn, amostrando rochas perto da borda da cratera para evidências de características de choque de impacto.

A estrutura de Bloody Creek é ligeiramente elíptica com 420 m longo eixo principal na direção noroeste e 350 m eixo menor longo de direção sudoeste. Como visto em fotografias aéreas tiradas antes da inundação de Bloody Creek, a cratera dessa estrutura é definida por uma escarpa contínua e proeminente 1 a 2 m de altura e circunda completamente o que antes era um espaço plano. Aproximadamente 10 m de sedimentos de turfa e lago sob a superfície do antigo pântano. Esses sedimentos repousam sobre uma superfície rochosa de relevo irregular que é cortada ao meio por uma crista de direção sudoeste.
Conforme interpretado a partir de perfis de radar de penetração no solo, o leito rochoso subjacente aos sedimentos que ocupam a cratera da estrutura de Bloody Creek consiste em um preenchimento heterogêneo que difere do leito rochoso fora dele. Em perfis de radar de penetração no solo, o preenchimento heterogêneo exibe múltiplas reflexões que estão ausentes nos perfis de radar de penetração no solo de rochas campestres que ficam fora e circundam essa estrutura. O material de enchimento é internamente falhado como mostrado pelas descontinuidades laterais vistas nos perfis de radar de penetração no solo.
Em relação a crateras de impacto de tamanho semelhante, ou seja, a cratera Aouelloul, a estrutura de Bloody Creek tem uma morfologia distinta e bastante diferente. Por exemplo, a profundidade da cratera da estrutura de Bloody Creek é bastante, mesmo anormalmente, rasa, embora semelhante em diâmetro à cratera Aouelloul, que tem 390 m de diâmetro. No caso da estrutura de Bloody Creek, o relevo total de sua cratera da crista de sua borda até a base de seu piso enterrado é de apenas 11 a 12 m. Em contraste, estudos de gravidade e modelagem indicam que o relevo total da cratera Aouelloul da crista de sua borda até a base do fundo da cratera enterrada é de cerca de 53 m. A estrutura de Bloody Creek também é morfologicamente distinta de outras crateras de tamanho semelhante, incluindo a cratera Aouelloul, pois tem uma "borda" elíptica com uma relação comprimento/largura de 1,2.

## Metamorfismo de choque

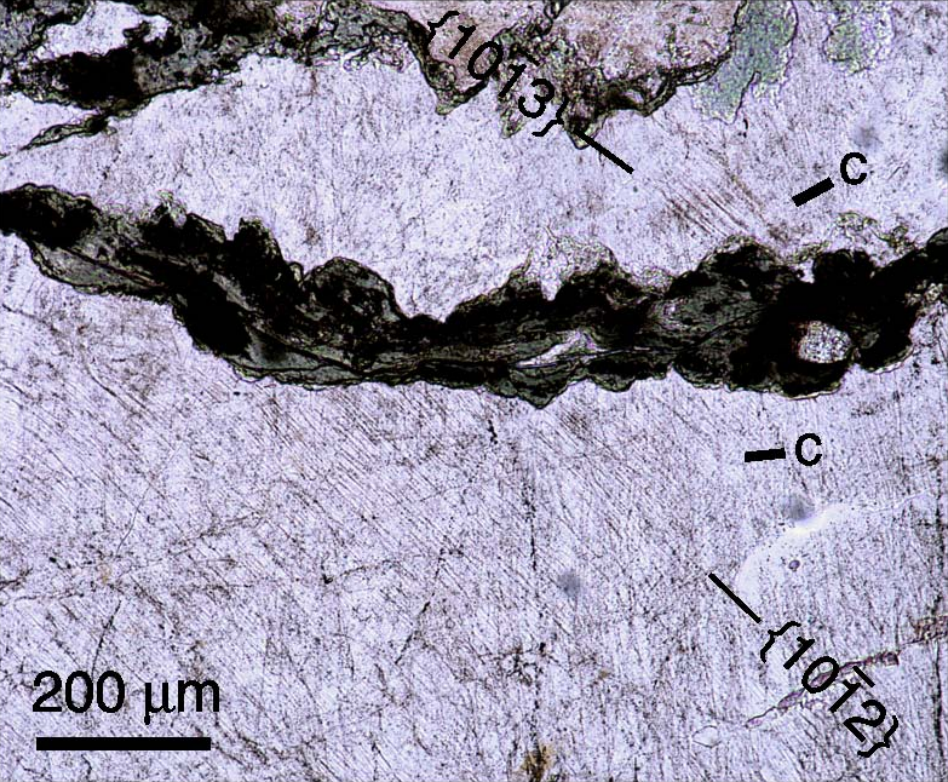
Uma fotomicrografia da rocha granítica perto da cratera. As linhas paralelas ao longo da seção fina são diagnósticos de metamorfismo de choque

Análises petrográficas usando seções finas de amostras coletadas proximamente à borda geomórfica da estrutura de Bloody Creek fornecem evidências abundantes de metamorfismo de choque que é indicativo de um impacto de hipervelocidade associado a essa estrutura. Esta evidência inclui microbreciação e cataclase, kink-banding e microestruturas planares raras em feldspato, birrefringência mineral reduzida, mosaicismo comum e microestruturas planares em quartzo, kink-banding em mica e degradação sistemática de biotita a clorito mostrando deformação plástica e microtexturas de fluxo. As microestruturas planares consistem em fraturas planares raras e possíveis feições de deformação planar. Dessas feições, as feições de deformação planar, conhecidas como quartzo chocado, são consideradas exclusivamente diagnósticas de metamorfismo de choque que foi resultado de um impacto extraterrestre.
Os tipos de quartzo chocado encontrados em amostras de superfície da borda da estrutura de Bloody Creek indicam pressões de formação anormalmente altas. Com base em experimentos de recuperação de choque, a pressão limite para os tipos de quartzo chocado encontrados nessas amostras é estimada em 16 GPa, com uma pressão média de 23 GPa. Essas estimativas de pressão excedem em muito as pressões estimadas para a formação de quartzo chocado encontrado nas bordas de tamanho e tipos semelhantes de crateras. Eles são apenas comparáveis em magnitude com as pressões estimadas para rochas alvo in situ na base de tais crateras de impacto. Com modelo e com base no diâmetro simples de 2,9 km da cratera Brent em Ontário, Canadá, para ter os tipos de quartzo chocado expostos na superfície na borda da estrutura de Bloody Creek teoricamente exigiria a remoção de pelo menos a metade superior da cratera final original. Que um impacto oblíquo, como uma estrutura elíptica indicaria, diminuiria, não aumentaria, as pressões às quais os estratos da borda seriam submetidos torna as pressões de formação estimadas para o quartzo chocado encontrado na borda da estrutura de Bloody Creek ainda mais anormalmente altas.

## Origem
A morfologia, estrutura interna e evidências abundantes de metamorfismo de choque indicam claramente que a estrutura de Bloody Creek é provavelmente uma cratera de impacto ou uma estrutura que é o resultado de um impacto de hipervelocidade extraterrestre. A morfologia elíptica do mesmo indica fortemente que é provavelmente o resultado de um impacto oblíquo.

## Idade
A idade da estrutura de Bloody Creek permanece sem resposta. Em um caso, a estrutura de Bloody Creek pode ser uma estrutura de impacto profundamente erodida. Esta estrutura sendo relativamente antiga e fortemente erodida, presumivelmente em parte pelas geleiras do Pleistoceno, explicaria tanto a relação profundidade/diâmetro anormalmente baixa da estrutura da cratera quanto as pressões de limiar anormalmente altas indicadas pelo quartzo chocado e outras características de alteração da rocha que compõem sua atual aro. Nesse caso, a rocha exposta na superfície seria a base erodida de uma estrutura original muito maior. Esta hipótese é consistente com a relação profundidade-diâmetro extremamente rasa da estrutura. Nesse caso, os locais de amostra teriam sido inicialmente próximos ao fundo da cratera original e experimentaram as altas pressões de choque indicadas pelos tipos de quartzo chocado encontrados neles. Além disso, essa hipótese também pode explicar a falta de uma lente de brecha óbvia que pode ser vista nos perfis de radar de penetração no solo de dentro da cratera.
Alternativamente, a estrutura de Bloody Creek pode ser uma cratera de impacto bem preservada, não erodida e relativamente jovem. A morfometria anômala de tal cratera de impacto pode ser explicada por um impacto no gelo glacial, que pode ter resultado na dissipação de grande parte da energia do impacto no gelo, resultando na baixa razão profundidade/diâmetro da cratera. Essa hipótese também pode explicar semelhanças na taxa de acúmulo de turfa dentro da estrutura do Bloody Creek e dentro de pântanos próximos com idades bem restritas que indicam que essa cratera se formou antes da deglaciação, que foi cerca de 12 mil anos atrás. O que se sabe sobre a estratigrafia das camadas de turfa a partir de perfis de radar de penetração no solo sugere que a subsidência diferencial e a compactação dentro da cratera podem continuar. Se assim for, esta seria outra indicação de uma estrutura de impacto relativamente jovem.

## O Grupo Norte
Durante as investigações da estrutura de Bloody Creek, um aglomerado de escarpas arqueadas descontínuas foi encontrado a cerca 1 km (0.62 mi) ao norte dela. Essas escarpas arqueadas são conhecidas como Grupo Norte. A análise da fotografia aérea constatou que ela consiste em várias escarpas arqueadas descontínuas que medem 1 a 2 m depressões altas e de contorno nítido com pisos internos relativamente planos. Sonar com sonar e sedimentos lacustres de algumas dessas estruturas, que agora estão submersas sob o lago Dalhousie, revelou a presença de características semelhantes a crateras, que estão subjacentes a esses pisos e são inferidas como enterradas por sedimentos e turfa do lago. A análise petrográfica de amostras rochosas coletadas perto das cristas da borda leste do Grupo Norte identificou feições sugestivas de metamorfismo de choque. Essas características incluem kink-bands em feldspato e biotita e microestruturas planares em quartzo e feldspato. As microestruturas planares consistem em fraturas planares tanto no quartzo quanto no feldspato e possíveis feições de deformação planar no quartzo.